# Spargania quadripunctata
Spargania quadripunctata är en fjärilsart som beskrevs av Alpheus Spring Packard 1871. Spargania quadripunctata ingår i släktet Spargania och familjen mätare. Inga underarter finns listade i Catalogue of Life.